# Касандрия (античен град)
Касандрия (на гръцки: Κασσανδρεία) е античен град в Древна Македония, основан от цар Касандър. В съвремието на негово място се намира селището Неа Потидея.

## География
Античният град се намира на територията на днешния дем Касандра на полуостров Касандра (Палене) на Халкидически полуостров в регион Централна Македония, Гърция.

## История
Древният град Касандрия е основан в 316 г. пр. Хр. от македонския владетел Касандър на територията на бившия град Потидея на провлака на полуостров Касандра. Новият град е заселен с жители на Потидея и Олинт, разрушени от предшественика на Касандър цар Филип II.
Страбон описва Касандрия така:
| „ | Полуостров Палене, на чийто провлак е разположен градът, наричан някога Потидея, а днес Касандрея, е бил наричан в още по-стари времена Флегра. Обитавали го гиганти, за които се разказват митове и едно нечестиво и беззаконно племе, което Херакъл унищожил. Имал е четири града: Афитис, Менде, Скионе, Сане. | “ |

По времето на елинизма Касандрия е един от най-важните градове на Древна Македония. По времето на Римската империя градът има статус на римска колония по италийско право (ius Italicum) и е почти напълно освободен от данъци. От времето на Октавиан Август градът носи името Colonia Iulia Augusta Cassandrensis.
- Златни обици с Нике, III–II век пр. Хр., открити в Касандрия, Солунски археологически музей
- Златен погребален венец от Касандрия, III век пр. Хр., Солунски археологически музей

В 540 година селището е разрушено от хуните. Император Юстиниан I го укрепява и от това време са запазените руини на крепостта. Според историка Прокопий Кесарийски, Юстиниан, за да защити града и целия полуостров от варварски набези, усилил укреплението, което съществувало по протежение на шията на полуострова и се простирало от Солунския до Торонийския залив.
В 1403 година деспотът на Солун Йоан VII Палеолог пристъпва към мащабни реконструкции на стената и отварянето на ров в провлака. Няколко години по-късно, през 1424 година, венецианците правят опит за нов ремонт на стената, който обаче изглежда не е завършен.
Селището носи името Касандрия до османското завоевание, след което става известно като Портес тис Касандрас (Вратите на Касандра) или само Портес.
В 1821 година по време на Халкидическото въстание гръцките въстаници възстановяват замъка и разчистват Потидейския канал.
Заселените бежанци от Източна Тракия в сегашното селище Неа Потидая през 20-те години на XX век използват строителен материал от античните стени на Касанрия.

## Крепостни стени
Бариерата на  провлака се простира на дължина от около 1200 m от Торонийския залив на изток до Солунския залив на запад. Стената е подсилена с правоъгълни кули, разположени на разстояние 50-60 m, като и 18 от оригиналните 21 кули са видими днес. Двата края завършват с кули, които днес, поради отварянето на Потидейския канал и покачването на морето, са във водата. Дебелината на стената варира около 1,5-3 m, а горната съхранена височина достига около 8 m. В средата на крепостната стена се намирал входът на града, който се състоеше от сводеста порта, изградена от тухли, над която се издигаше силна кула. Систематични консервационни действия по крепостната стена са извършени в 1983-1984 година от Теохарис Пазарас.

## Личности
Родени в Касандрия
- Аполодор Касандрийски (? - 276 пр. Хр.), тиран на Касандрия
- Посидип Касандрийски (316 пр. Хр. – ?), древногръцки поет

Живели в Касандрия
- Аристобул Касандрийски (* ок. 375 пр.н.e.; † сл. 301 пр.н.e.), древногръцки исторически писател
- Арсиноя II през 281 г. пр. Хр. сключва брачен договор с полубрат си Птолемей Керавън